# 159
159 рік — невисокосний рік, що почався в понеділок за григоріанським календарем. 
Римська імперія •  Парфянське царство •  Кушанське царство •  Східна Хань •  Сармати

## Геополітична ситуація
У Римській імперії править імператор Антонін Пій (до 161). Імперія  займає Апеннінський, Піренейський та Балканський півострови, Галлію, частину Британії, Близький Схід, Північну Африку включно з Єгиптом. 
Наймогутніша держава центральної Азії — Парфянське царство. Наймогутніша держава Індостану — Кушанське царство. Династія Хань править у Китаї.  Корейський півострів ділять між собою Три корейські держави. 
Триває докласичний період цивілізації мая.
На території майбутньої України, в степах Причорномор'я, кочують сармати, північніше — племена Черняхівської культури.

## Події
- Консулами у Римі були Плавцій Квінтілл (Квінтілій) і Марк Стацій Пріск Ліциній Італік.
- В передгір'ях Тибету спалахнуло повстання цянів. Китайці боролися з ними, проводячи набіги та каральні експедиції.

## Народились
- Гордіан I — давньоримський імператор.
- Аннія Аврелія Фаділла — матрона, політик часів Римської імперії.